# Giuseppe Castelli
Giuseppe Castelli (ur. 5 października 1907 w Frugarolo, zm. 19 grudnia 1942 w Związku Radzieckim) – włoski lekkoatleta (sprinter), medalista olimpijski z 1932.

## Życiorys
Wystąpił na igrzyskach olimpijskich w 1928 w Amsterdamie w biegu na 200 metrów, w którym odpadł w ćwierćfinale oraz w sztafecie 4 × 100 metrów, w której odpadł w eliminacjach.
Na igrzyskach olimpijskich w 1932 w Los Angeles zdobył brązowy medal w sztafecie 4 × 100 metrów za zespołami Stanów Zjednoczonych i Niemiec (sztafeta włoska biegła w składzie: Castelli, Ruggero Maregatti, Gabriele Salviati i Edgardo Toetti).
Castelli był mistrzem Włoch w sztafecie 4 × 200 metrów i w sztafecie olimpijskiej w 1930.
Dwukrotnie poprawiał rekord Włoch w sztafecie 4 × 100 metrów, doprowadzając go do wyniku 41,0 s (26 czerwca 1932 we Florencji).
Zginął w czasie II wojny światowej w Związku Radzieckim).